# ХуЧ
Ху4  — львівський поп-панк та панк-рок гурт, який є засновником жанру «Сихів-панк».

## Історія
Гурт Хуч був заснований наприкінці 2003 року Андрієм Жовтанецьким (вокал, гітара), Олегом Гулою (бас) та Тарасом Бобаком (ударні). В лютому 2004 року до групи приєднався Юрко Кривак (вокал, гітара). Взявши за основу американський (каліфорнійський) поп-панк, хлопці багато працюють над створенням власного матеріалу (пісні «Катруся», «Не залишай», «Альф», «Сихів», «Вася»).
Критика зі сторони після деяких концертів призвела до того, що хлопці стали менше концертувати і більше грати в репетиційній та працювати на студії над новим матеріалом. Тоді було записано більшість пісень до демо-альбому «Фляки койота».

З новим матеріалом група починає більше виступати, разом з тим розширюється і географія їх виступів.

Переломним моментом в житті групи стає 3-місячне перебування Юрка, Андрія та Олега в США літом 2006 року. Після повернення до України вони розстаються з барабанщиком Тарасом. Після невдалих пошуків нового ударника, було вирішено, що його місце займе Андрій. Цього ж року група видає LP «Фляки койота», куди увійшли 12 пісень та відео на пісню «Пси».[недоступне посилання з липня 2019] 
 Пізніше було знято ще 2 відеокліпи на пісні «Віза» та «Інтернет».
Після цього хлопці беруться до створення нового матеріалу, з яким починають виступати на багатьох концертних майданчиках та фестивалях, серед яких Славське Рок (Славське), Бандерштат (Луцьк), Be Free (Львів), Захід, Наш Фест (Звенигород), Снікерс Урбанія (Донецьк), ДніПРО (Київ), ТурбоХой (Львів) та ін.,,.
У 2008 році до 5-річчя групи хлопці випустили EP «Козирні дні» та вирушили у масштабне всеукраїнське турне 12 містами. [Архівовано 4 березня 2016 у Wayback Machine.] 

З 2010 року хлопці більше зосереджуються на роботі на власній студії «Сихів|rec», все менше уваги приділяючи власним виступам.
На цей час хлопці взяли творчу паузу, припинивши будь-яку діяльність як група Хуч.

## Склад гурту
- Юрко Кривак  — вокал, гітара.
- Олег «Гуліч» Гула  — бек-вокал, бас.
- Андрій «Жовтан» Жовтанецький  — барабани.

## Альбоми
- 2005 — «Фляки Койота»
- 2008 — «Козирні дні»

## Сингли
- Усмішка
- Не залишай
- Альф
- Інтернет
- Віза
- Як літак
- Банда
- Мама

## Кліпи
- 5 скажених псів[4] (2005)
- Віза[5] (2007)
- Інтернет[6] (2008)